# 10923 Gabrielleliu
10923 Gabrielleliu este o planetă minoră (asteroid), cu un diametru de 10,16 km, din centura de asteroizi. A fost descoperită pe 23 ianuarie 1998 la Magdalena Ridge Observatory⁠(d) de . 
Obiectul prezintă o orbită caracterizată de o semiaxă mare de 3,0891922 UAi, o excentricitate de 0,17, o înclinație de 0,44907 ° în raport cu ecliptica.